# Kepahyang (Lempuing)
Kepahyang is een bestuurslaag in het regentschap Ogan Komering Ilir van de provincie Zuid-Sumatra, Indonesië. Kepahyang telt 3225 inwoners (volkstelling 2010).